# Lysiteles wittmeri
Lysiteles wittmeri là một loài nhện trong họ Thomisidae.
Loài này thuộc chi Lysiteles. Lysiteles wittmeri được Hirotsugu Ono miêu tả năm 2001.